# Текин, Харун (футболист)
Сами́ Теки́н (тур. Harun Tekin; 17 июня 1989, Менемен, Турция) — турецкий футболист, вратарь клуба «Коджаэлиспор». Участник чемпионата Европы 2016 года.

## Клубная карьера

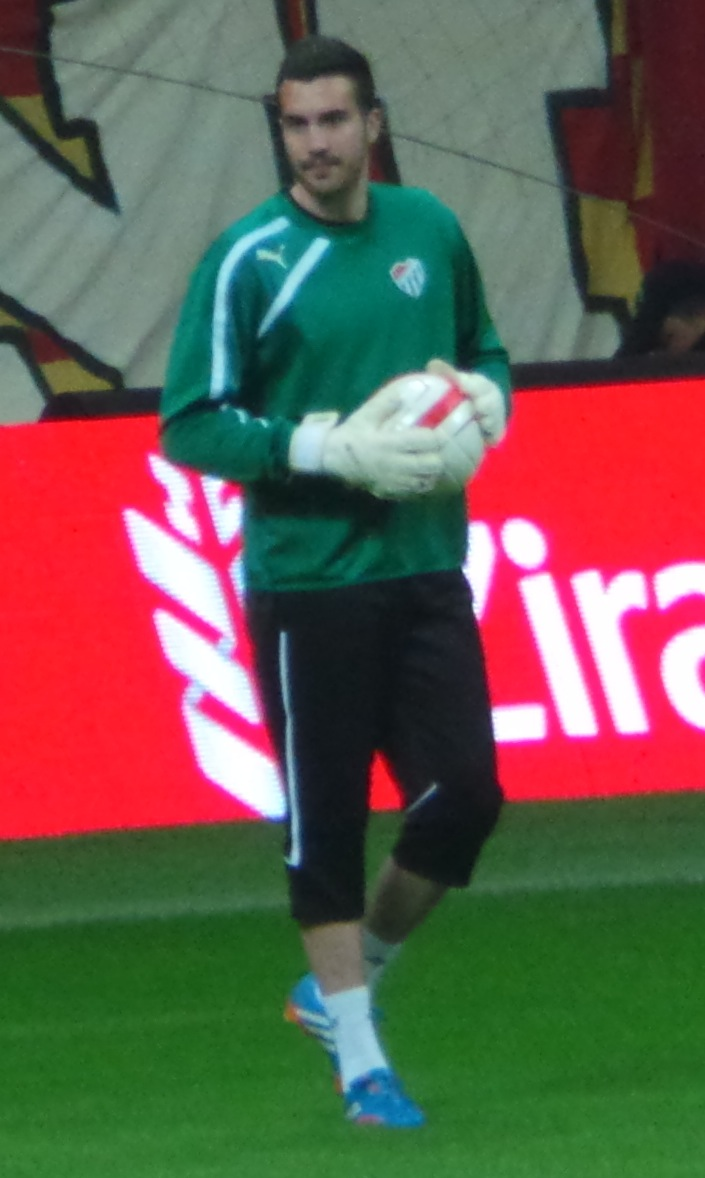
Текин в составе «Бурсаспора»

Текин начал карьеру в клубе «Гюнгёренспор» одной из низших лиг. За команду он отыграл три сезона, после чего подписал контракт с «Бурсаспором». В новом клубе он стал сменщиком Скотта Карсона, а затем Себастьяна Фрея. 10 ноября 2010 года в поединке Кубка Турции против «Кырыкханспора» Текин дебютировал за команду. 26 января 2013 года в матче против «Истанбул Башакшехир» Харун дебютировал в турецкой Суперлиге. В 2014 году он стал основным вратарём «Бурсаспора».
30 августа 2018 года Текин перешёл в «Фенербахче», с которым заключил контракт на три года с возможностью продления ещё на год.

## Международная карьера

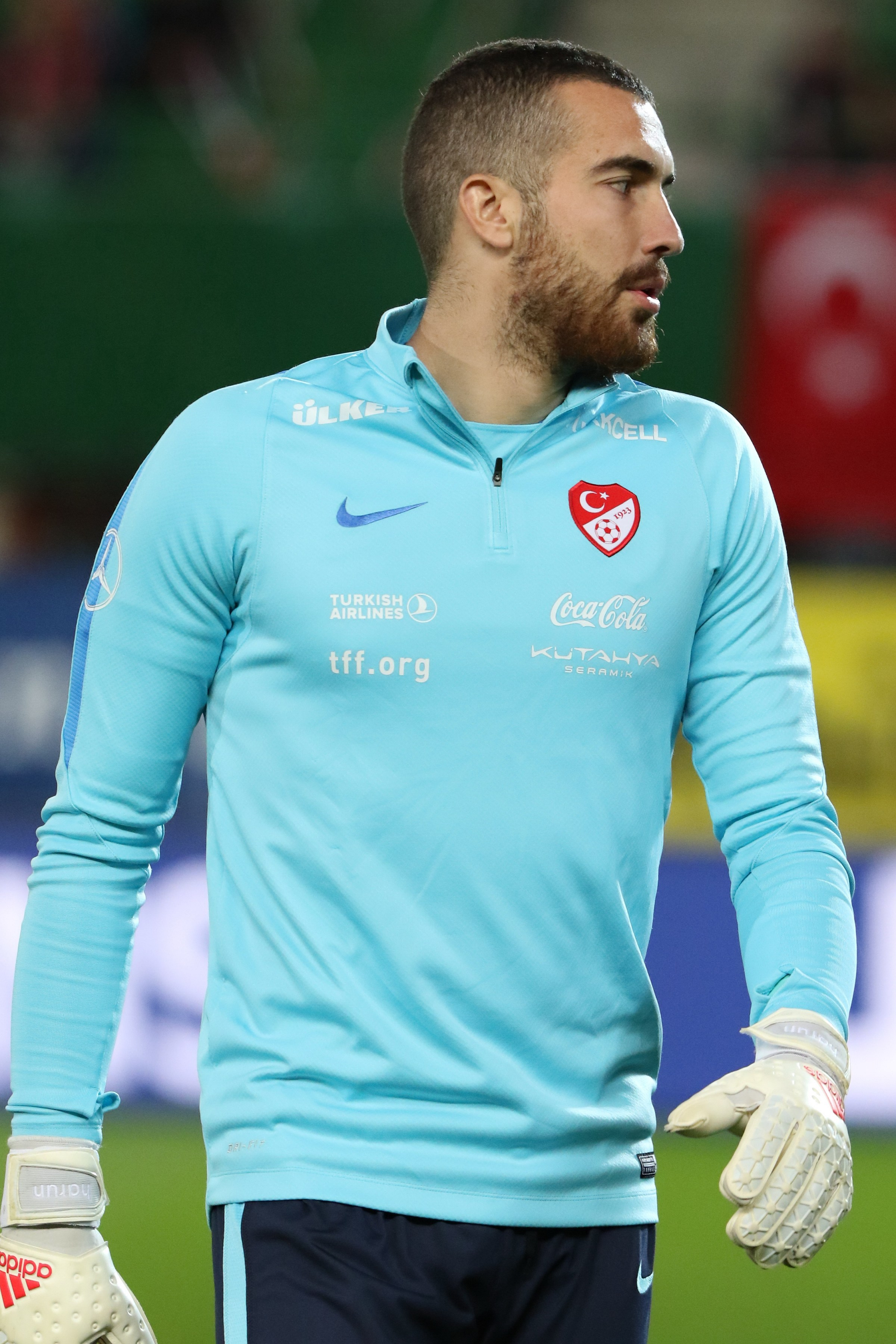
Текин в составе сборной Турции

Летом 2016 года Текин принял участие в чемпионате Европы во Франции. На турнире он был запасным и на поле не вышел.